# ウミガラス
ウミガラス（海烏、Uria aalge）は、チドリ目・ウミスズメ科に分類される海鳥の一種。現生のウミスズメ類の中では大型の種類である。

## 形態
体長40cm、体重1160g でカナダ西海岸から日本沿岸にかけて分布する亜種inornataはウミスズメ科の中で最大である。背中が暗褐色で、腹は白い。冬羽では頬のあたりまで白い部分が増える。くちばしは長く、脚は尾の近くにあって、翼も尾も短く、陸上で直立歩行をする姿はペンギンを想像させる。大西洋に分布するウミガラスには目の後ろ側に白い線の入った個体群がいる。ウミガラスの外見はハシブトウミガラスによく似るが、背の色は黒いハシブトウミガラスより薄い印象を受ける。くちばしの先端のくびれが緩やかで、根元に白い線がない。夏羽では胸の白い羽毛が喉元に切れこまないこと、冬羽では頬まで白くなることなどで区別する。

## 分布
北太平洋と北大西洋、北極海に広く分布する。日本周辺では樺太の海豹島（16-18万羽）、海馬島（520羽）、ハバロフスク周辺（600-700つがい）、北方領土の歯舞群島（1484羽）に分布し、冬期には本州の北部まで南下する。

## 採餌
水中では翼で羽ばたいて泳ぎ、水深50m（最深記録180m）を3分間ほど潜水できる。ただし脚が体の後方にあるため、陸上を歩くのが苦手である。巧みに潜水してイカ、シシャモら稚魚、イカナゴ、カジカ、ギンポなどを捕食する。雛に給餌する場合、半分のどに入れた状態で繁殖地へ戻る。

## 飛翔
飛ぶ時は短い翼で高速で羽ばたき、海面近くを飛ぶ。

## 繁殖

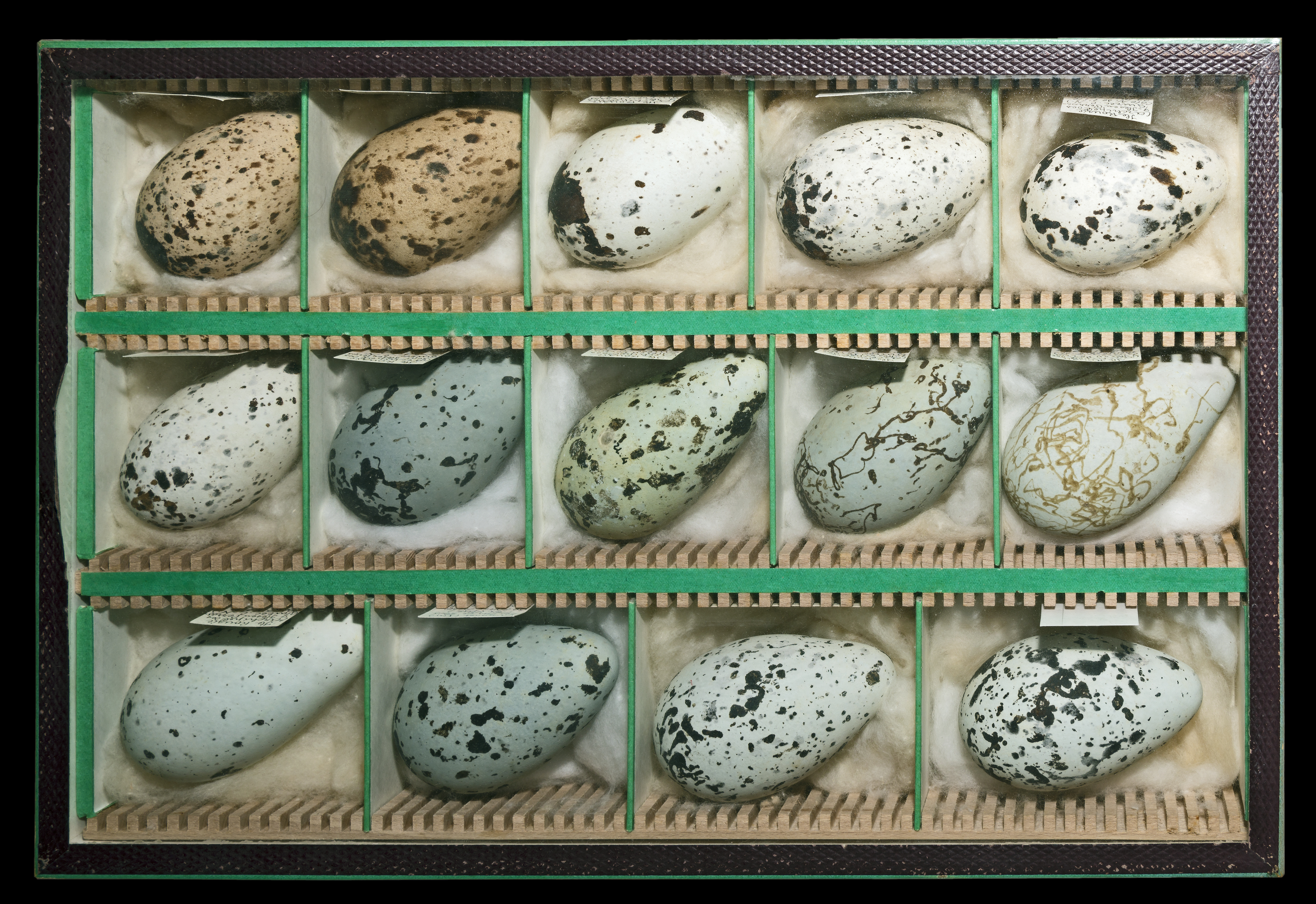
卵の写真

繁殖期には無人島や陸生の捕食者が近づけないような崖や崖の上に集団でコロニー（集団繁殖地）を作る。密度は最大で20羽/m²となる。
多くの個体の繁殖開始年齢は5歳 で、少なくとも20年は繁殖が可能である。
巣を作らず岩や土の上に直接1個産卵する。卵が失われた場合1度だけ産み直すことがある。卵は他の鳥に比べると一端が尖っており、「セイヨウナシ型」と呼ばれる。この形状は転がってもその場で円を描くようにしか転がらないため、断崖から落ちにくい。平均抱卵日数は33日 である。ヒナは生後平均21日間は繁殖地にとどまり、親鳥の半分くらいの大きさでまだ飛べないうちに繁殖地から飛び降り巣立ちし、以後2ヶ月は海上で親鳥の世話を受ける。

## 捕食者
卵や雛の捕食者は大型カモメ類、カラス類、親鳥の捕食者は猛禽類、海獣、陸生ほ乳類。

## 生息状況
かつては北海道羽幌町天売島、松前町渡島小島、ユルリ島、モユルリ島 で繁殖し、その鳴き声から「オロロン鳥」と呼ばれている。しかし、漁網による混獲、観光による影響、捕食者の増加、エサ資源の減少などにより数が減少したと考えられている。
2010年には天売島で19羽が飛来し数つがいが繁殖するのみであった。2004年から2010年で繁殖の成功は2008年の3羽のみ で、国内の繁殖地が失われる危機にある。天売島では繁殖地の断崖にデコイや音声装置を設置し、繁殖個体群の回復の試みがおこなわれている。
繁殖失敗の原因の一つはハシブトガラスやオオセグロカモメによる卵や雛の捕食である。オオセグロカモメは大型のカモメで近年数を増加しており、漁業や人間の廃棄物を餌として利用してきたことがその原因の可能性がある。天売島では捕食者であるオオセグロカモメがウミガラスの個体数よりも多く、他の繁殖地よりもウミガラスへの捕食圧が高いことを示唆している。実際に、天売島のウミガラスは過去に繁殖していた赤岩・屏風岩・カブト岩などの開けた場所では繁殖しなくなり、捕食者の攻撃から卵や雛を守り易い狭い岩のくぼみなどで音声やデコイによって誘引されながらかろうじて繁殖をしている状況である。
オロロン鳥は天売島などを中心に北海道の日本海沿岸に生息していたのは太平洋戦争以前までのことで、昭和時代後半には餌となるニシンが捕れなくなったことに伴い急速に数を減らした。現在は天売島が国内唯一の繁殖地であり環境省北海道地方環境事務所羽幌自然保護官事務所が営巣地周辺にウミガラスに似た模型を置いたり鳴き声の音声を流して誘因したりするほか、カラスなど捕食者対策などの保護増殖に取り組んでおり、2024年の飛来数は122羽だったと発表した。

## 地球温暖化による大量死
2024年サイエンス誌に掲載された研究によると、極端な海洋熱波によりアラスカのウミガラスの約半数が死亡した。熱波前の7年間（2008～2014年）と熱波後の7年間（2016～2022年）の間に、ウミガラスの数は13のコロニーで52～78％急減し400万羽が失われた。これは現代で記録された最大規模の野生生物大量死であり、回復の兆候はない。

## 画像

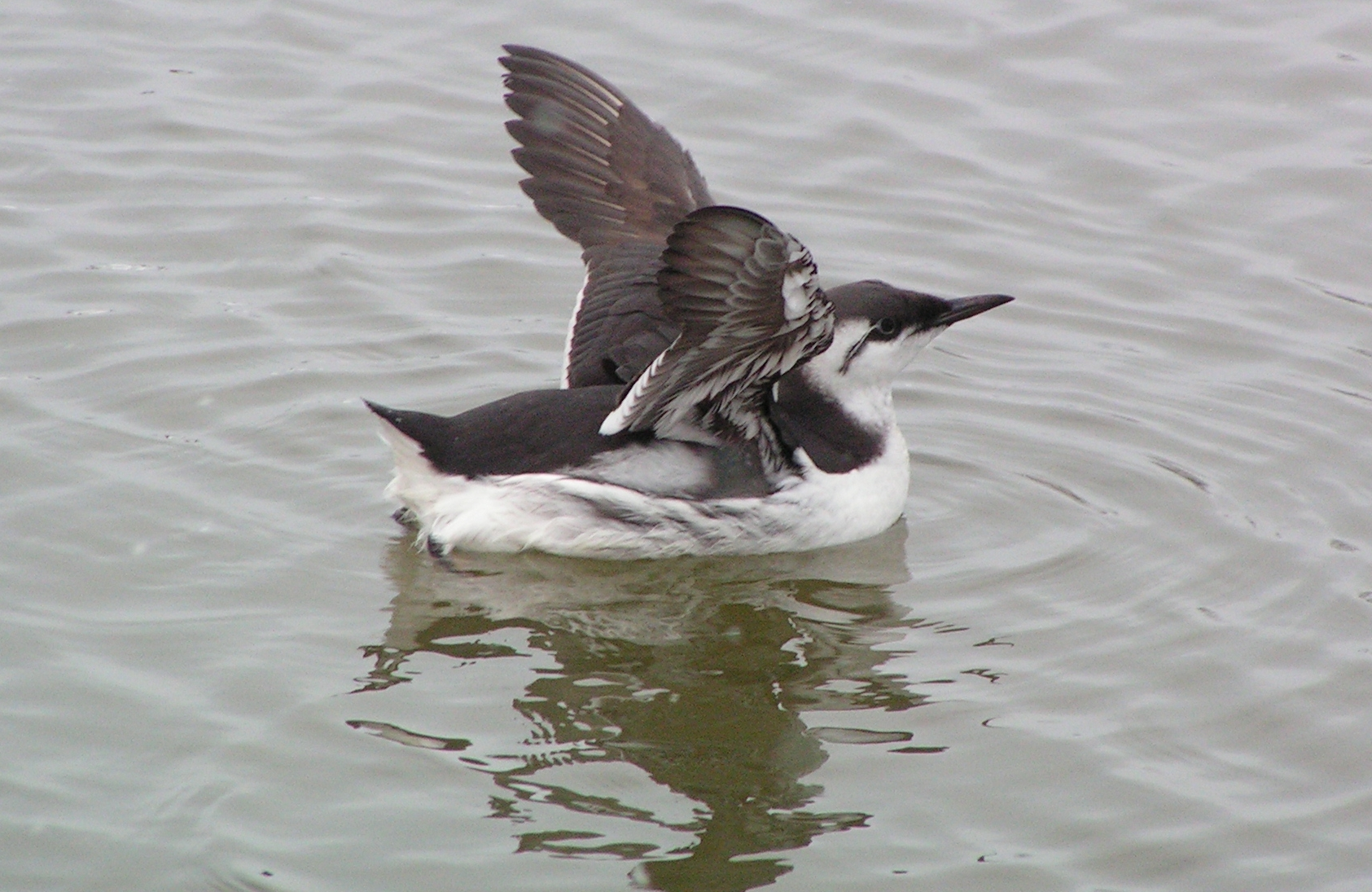
ウミガラスの冬羽
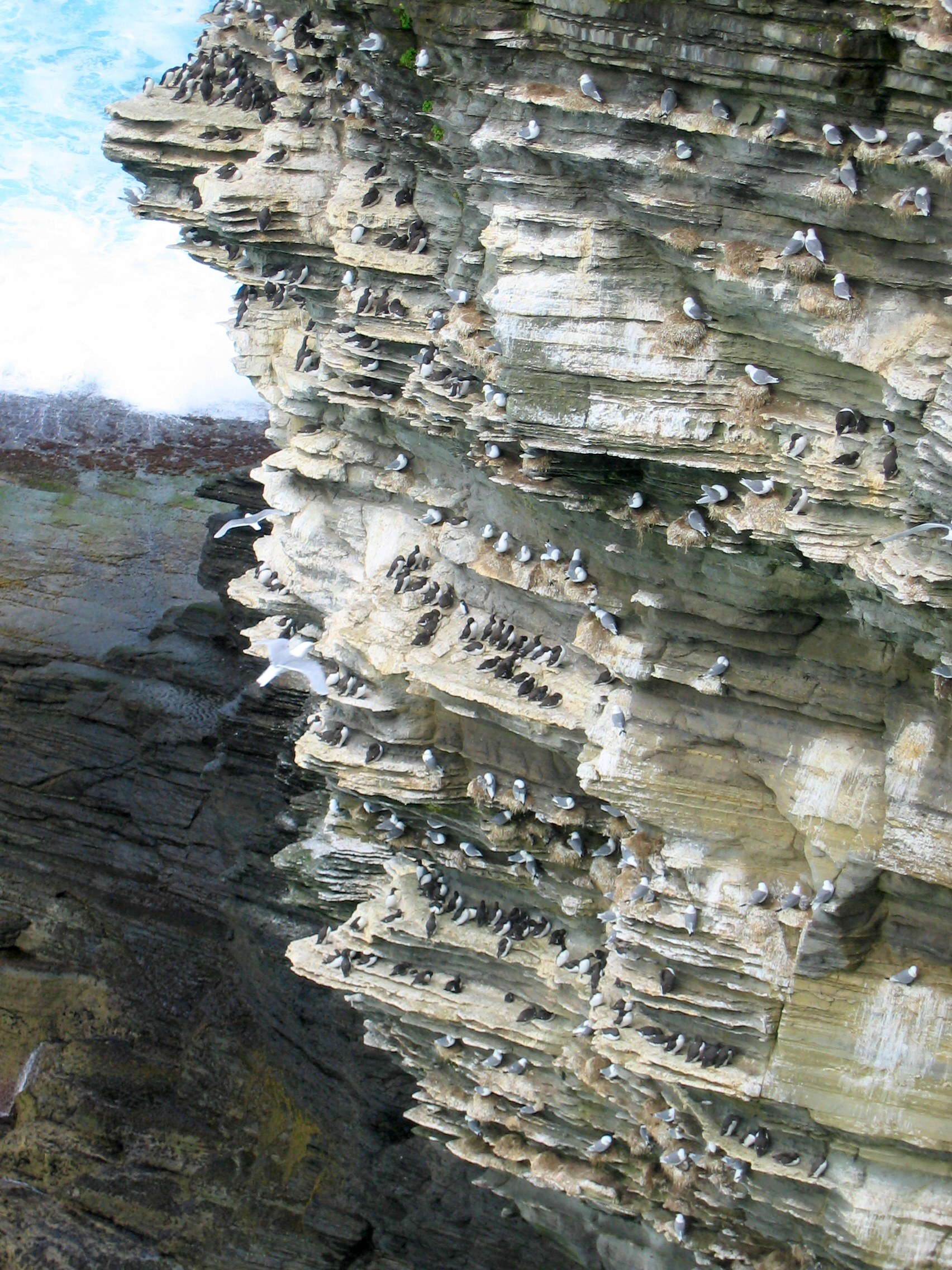
オークニー諸島のコロニー遠景。切り立った断崖にウミガラスとフルマカモメの繁殖地がある
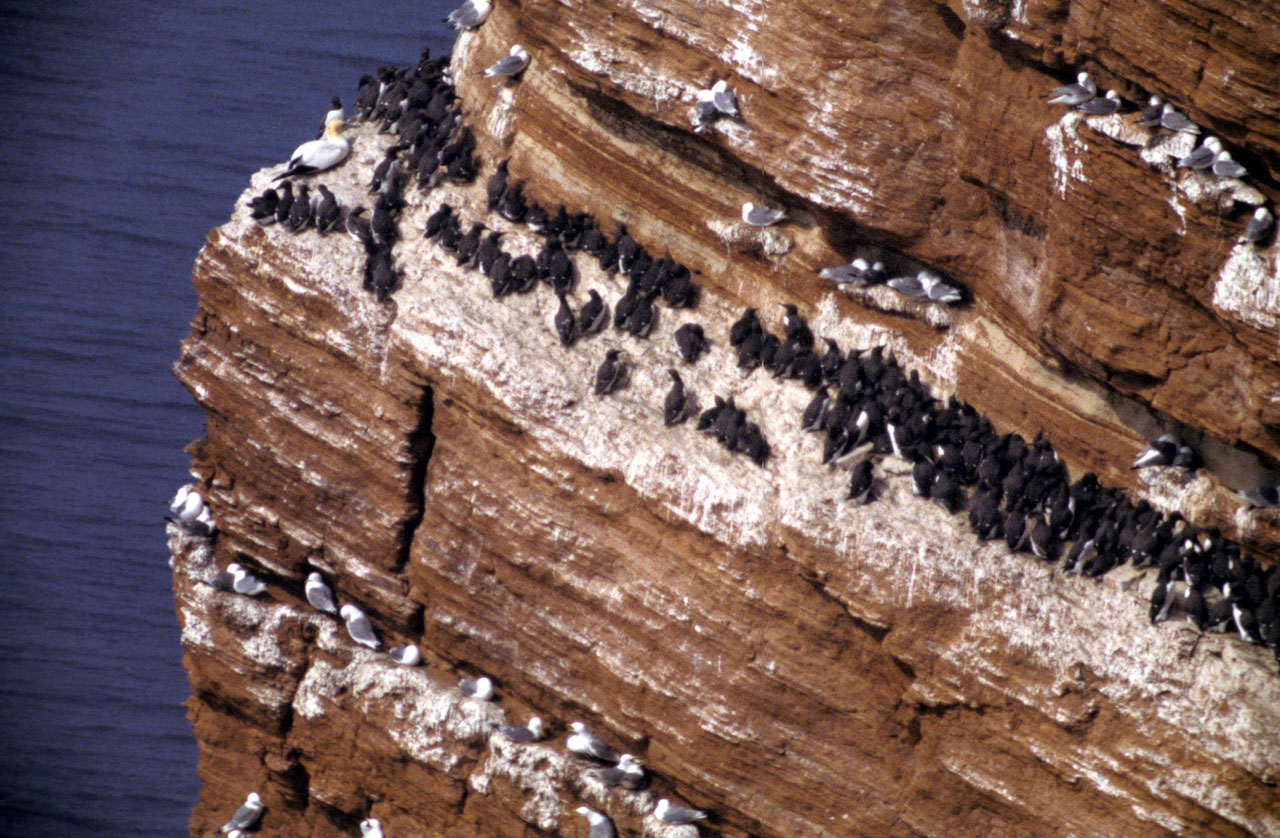
北海・ヘルゴラント島のコロニー。断崖のわずかな足場に密集する。シロカツオドリやミツユビカモメの姿も見える
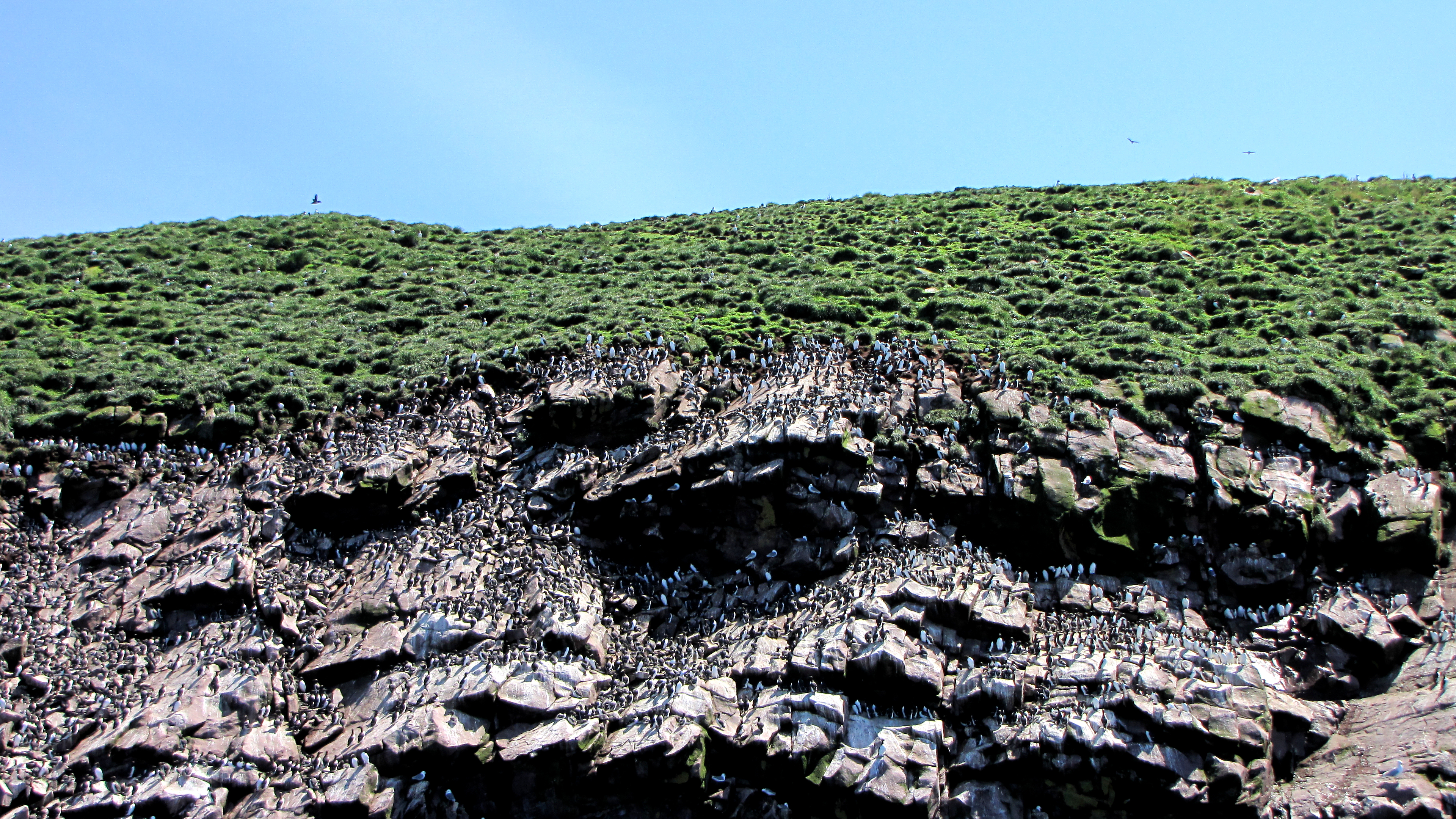
ニューファンドランド・ラブラドール州にある、保護区の繁殖地
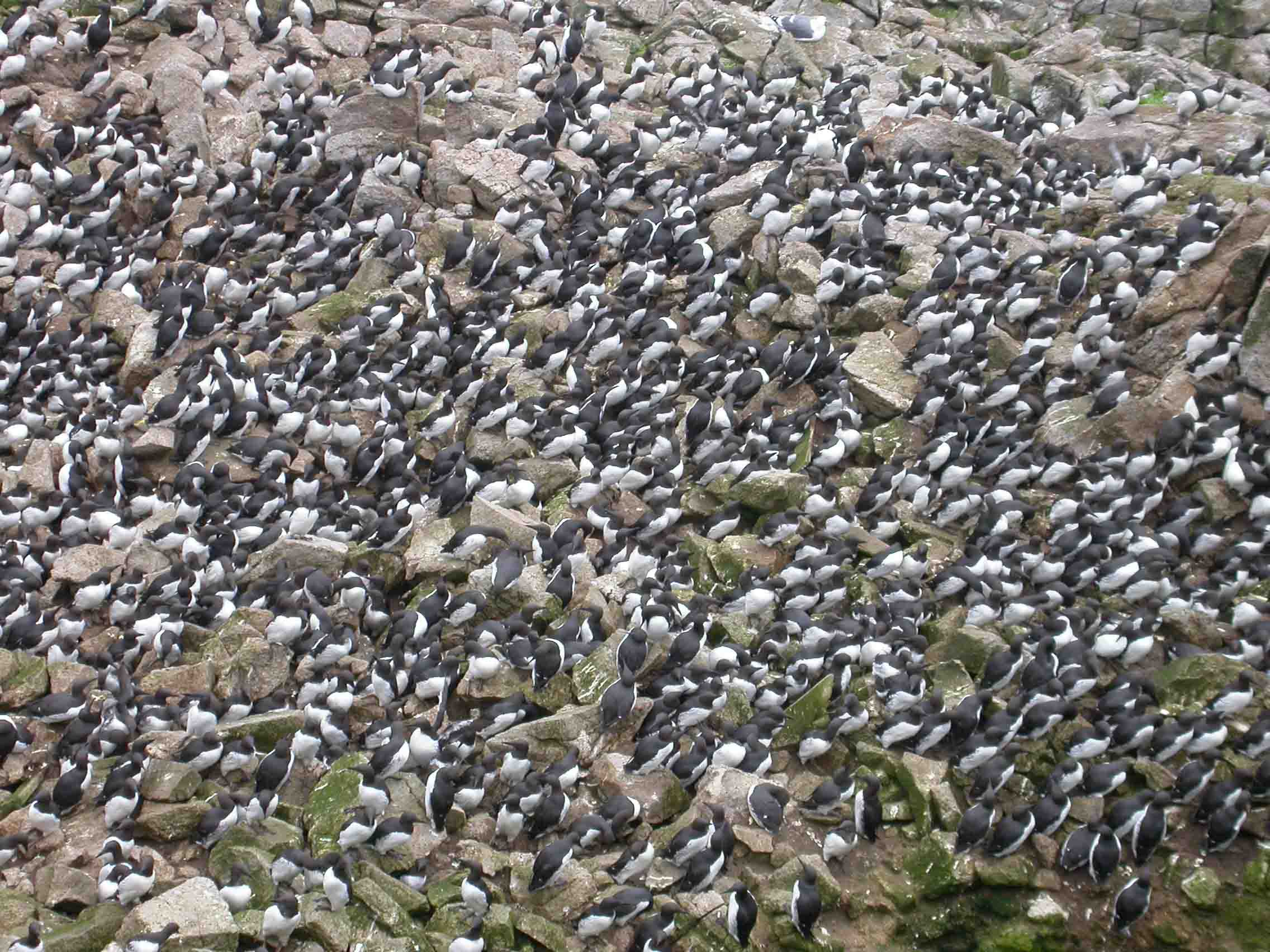
カリフォルニア州にあるウミガラスの繁殖地
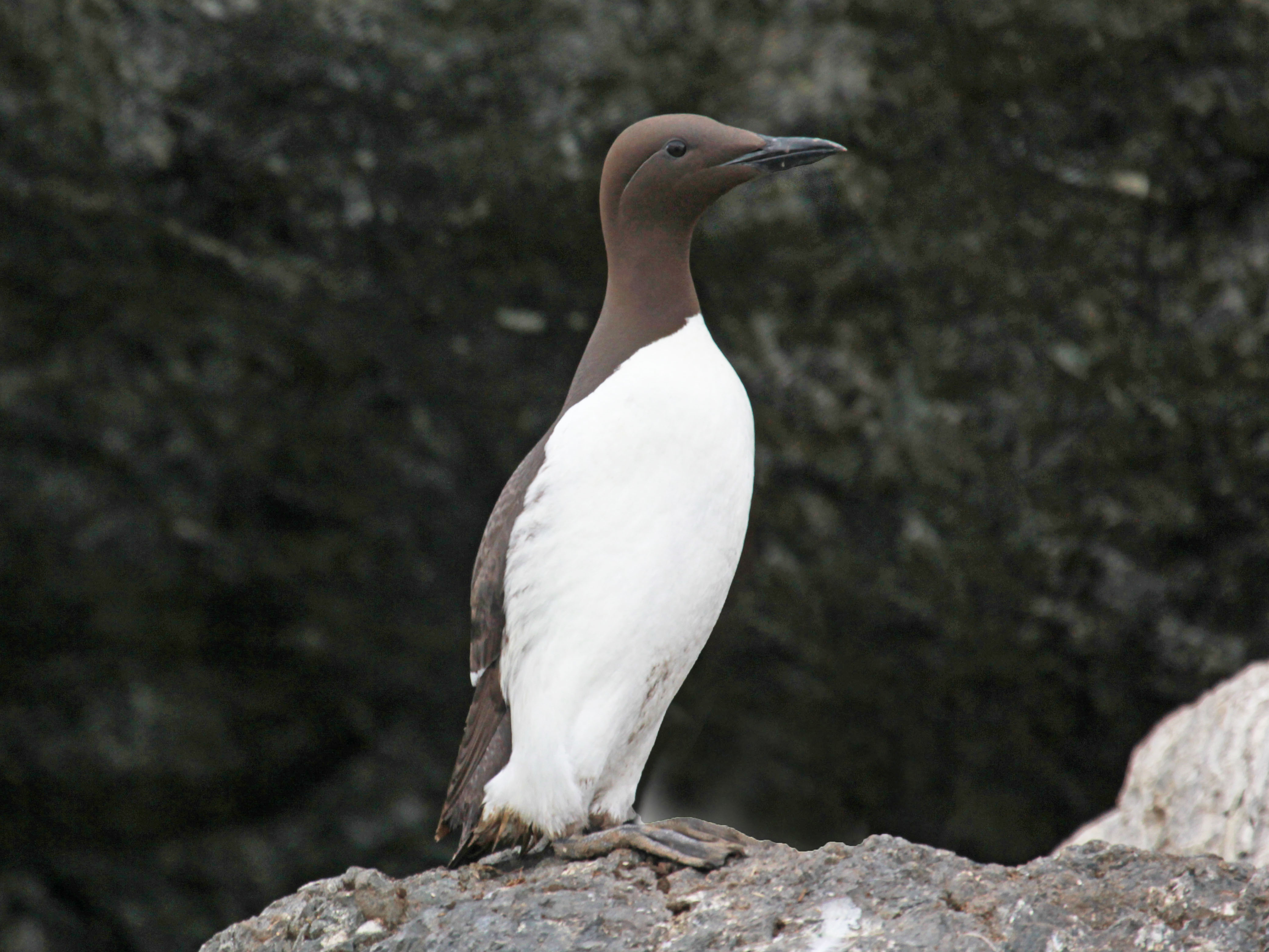
休憩中のウミガラス
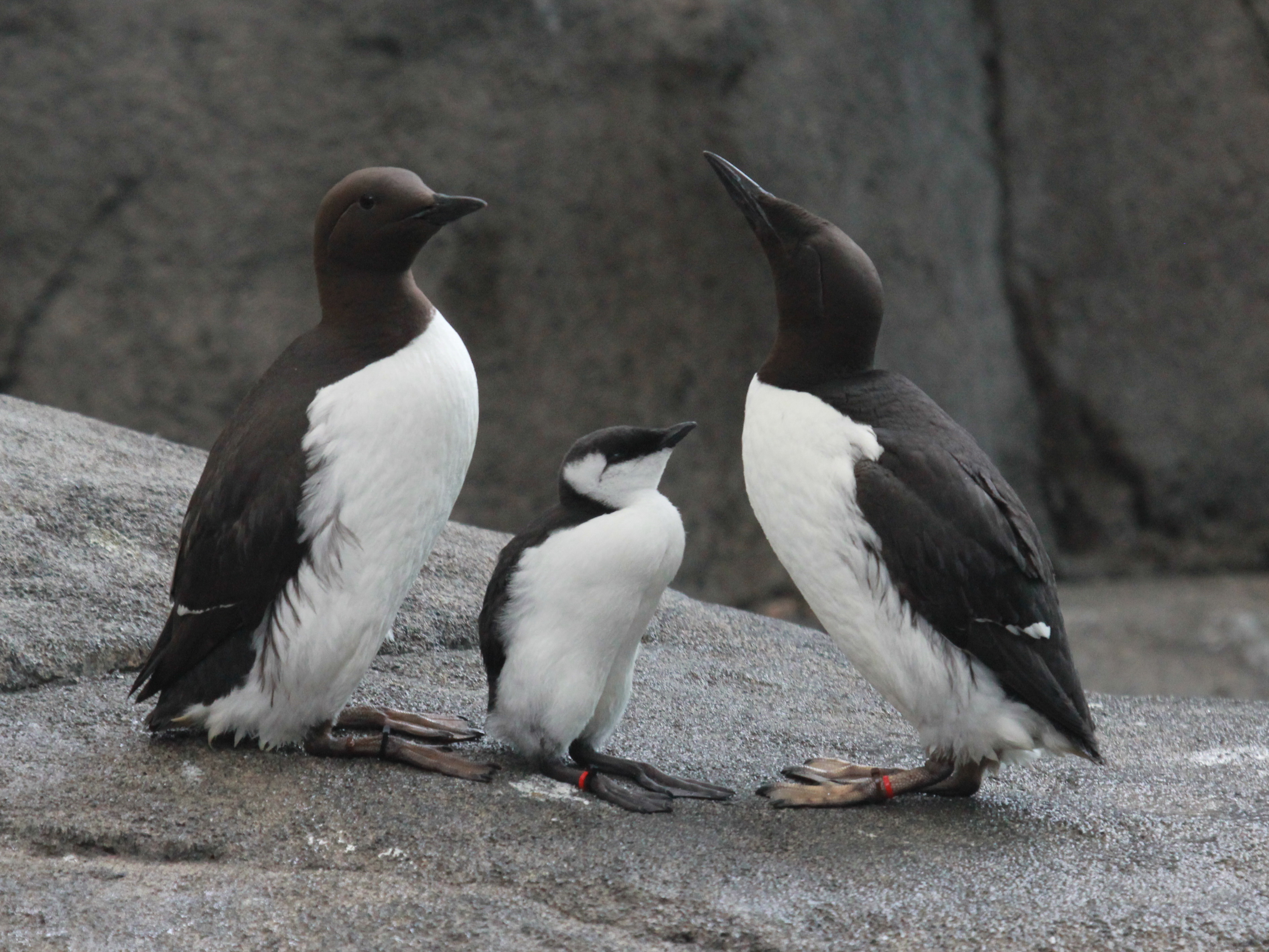
番と幼鳥
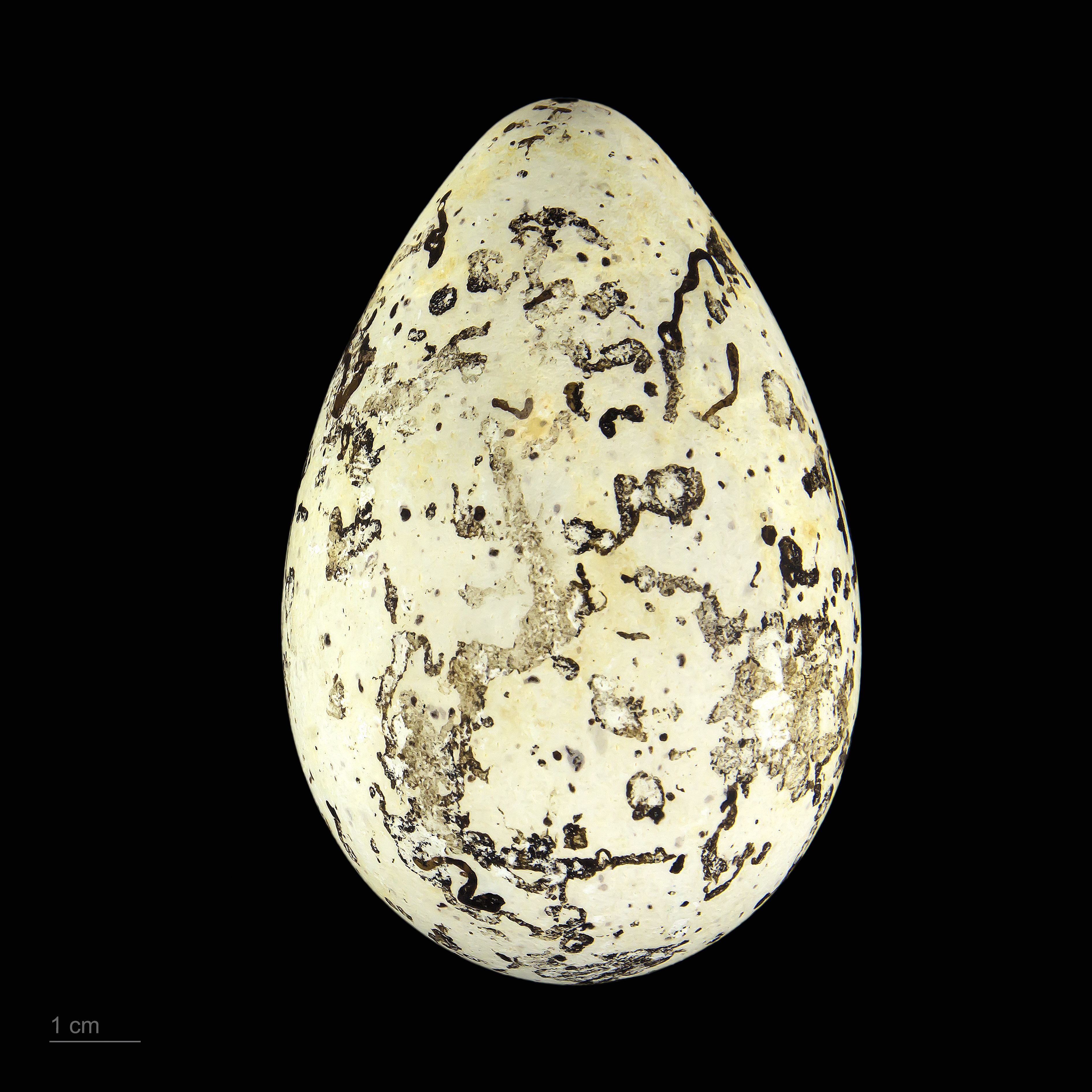
Museum specimen

## 関連楽曲
- 合唱組曲「海鳥の詩」 - 更科源蔵作詞・廣瀬量平作曲。1曲目が「オロロン鳥」
- 混声合唱のための組曲「復活」 - 鶴見正夫作詩・荻久保和明。2曲目「ウミガラス」